# ۹۳۵ (میلادی)
۹۳۵ (میلادی) نهصد و سی و پنجمین سال تقویم میلادی است.

## رویدادها
سقوط دودمان شیلا در 935،م

## زادگان
- کشته شدن مردآویج بنیانگذار سلسله آل زیار توسط غلامان ترک خود.

‎